# Is'Thunzi
Is'Thunzi é uma série de televisão sul-africana criada por Amanda Lane, voltada para o público adolescente. Foi produzida e exibida pelo canal Mzansi Magic a partir de 10 de outubro de 2016. A série é estrelada por Thuso Mbedu, Zikhona Bali, Yolanda Kgaka e Makgotso M.

## Elenco
- Thuso Mbedu ... Winnie
- Yolanda Kgaka ... Noxolo
- Makgotso M ... Thishiwe
- Zikhona Bali ... Londi

## Prêmios e indicações
| Ano  | Prêmio                         | Categoria    | Indicação   | Resutado |
| ---- | ------------------------------ | ------------ | ----------- | -------- |
| 2017 | 45th International Emmy Awards | Melhor Atriz | Thuso Mbedu | Indicado |
| 2018 | 46th International Emmy Awards | Melhor Atriz | Thuso Mbedu | Indicado |